# The Restoration of King Edward Vll
|  | Denne artikel er oprettet af botten Steenthbot ud fra en ekstern database. Den kan derfor have sproglige fejl eller mangler. Denne skabelon kan fjernes efter kontrol af indholdet. |

The Restoration of King Edward Vll er en dansk dokumentarfilm fra 2014 instrueret af Johnny Carlsen.

## Handling
En marmorskulptur i Melbourne, Australien, af den tidligere engelske Kong Edward Vll skal restaureres. Hoved, arm og fod mangler eller er beskadiget grundet naturens påvirkning og misvedligeholdelse. Her følger vi processen med at rekonstruere hoved og arm ved hjælp af 3D-scannerteknik og graveringsrobotter i Pietrasanta, Italien.